# 獅子石道

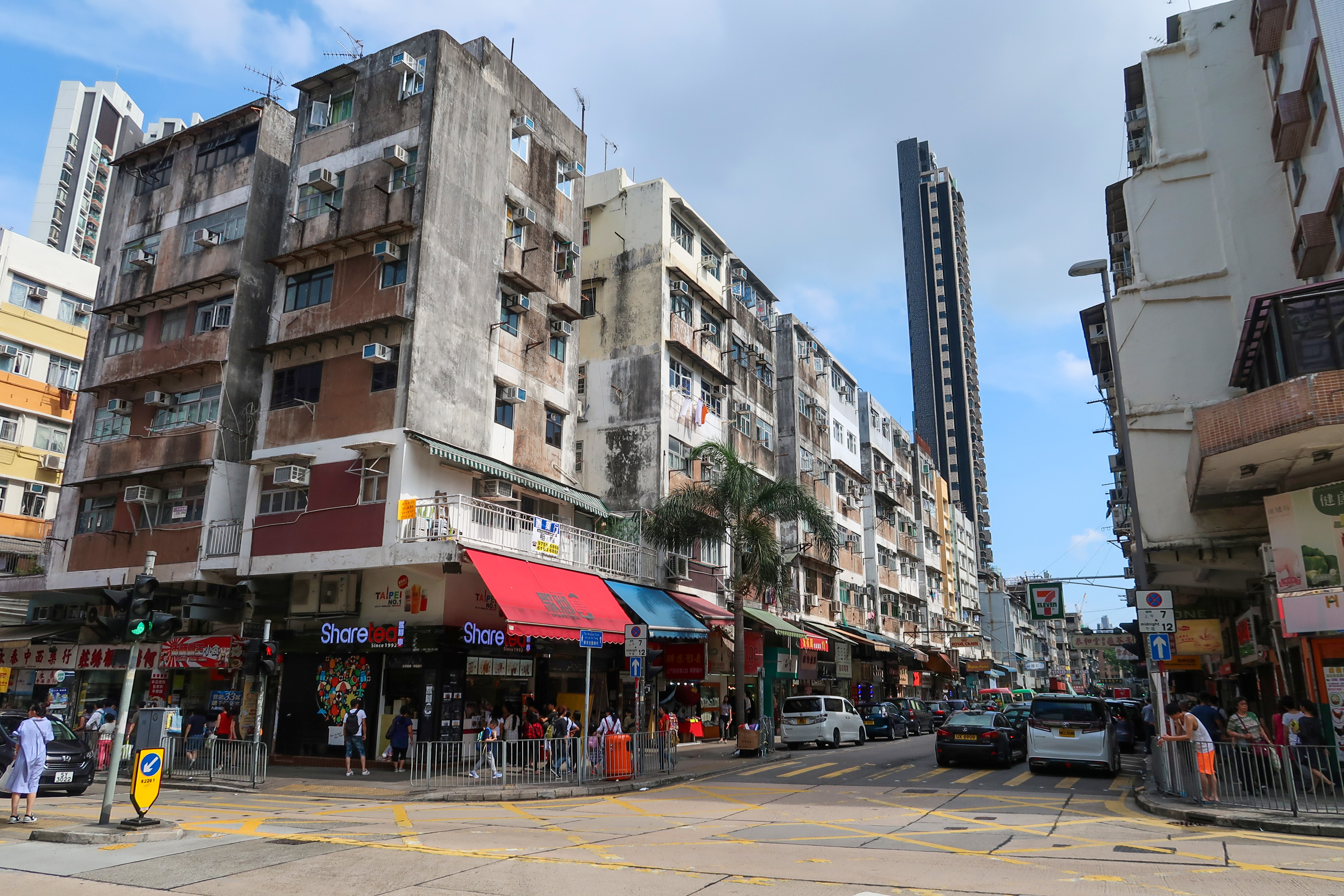
獅子石道近賈炳達道一段

獅子石道（英語：Lion Rock Road）是香港的一條街道，位於九龍九龍城，為太子道西至賈炳達道之間的內街之一，為區內的遊客購物區，以廉價時裝及精品為主。

## 道路名稱
有指獅子石道的英文名稱得名自九龍半島北部的獅子山（英文稱為 Lion Rock），但中文名稱卻錯誤直譯為「獅子石」。然而，由於該處離獅子山有一段距離，因此也有持相反意見，認為「獅子石」並非指「獅子山」。
另一說法是以前未有高樓大廈遮擋時，從獅子石道確實可以正望獅子山，因此而得名。

## 沿路著名地點
- 宋皇臺站
- 九龍城廣場
- 中華基督教會基華小學（九龍塘）

## 外部連結
- 獅子石道市場，九龍九龍城富豪東方酒店